# Lumafabriken
Lumafabriken är en byggnad i kvarteret Luma, Lumagatan (tidigare Lumavägen) 6-10 i stadsdelen Södra Hammarbyhamnen i Stockholm. Fabriken stod färdig 1930 och ritades av KFAI:s arkitekter Artur von Schmalensee och Eskil Sundahl i en stram funktionalistisk arkitektur. Byggnaden räknas till en av Sveriges första funktionalistiska industrianläggningar. Lumafabrikens ursprungliga verksamhet med bland annat tillverkning av  Lumalampan lades ner på 1970-talet. I början av 2000-talet renoverades Lumafabrikens byggnader och området gavs namnet Luma Park. Byggnaderna är k-märkta.

## Lumafabrikens byggnader

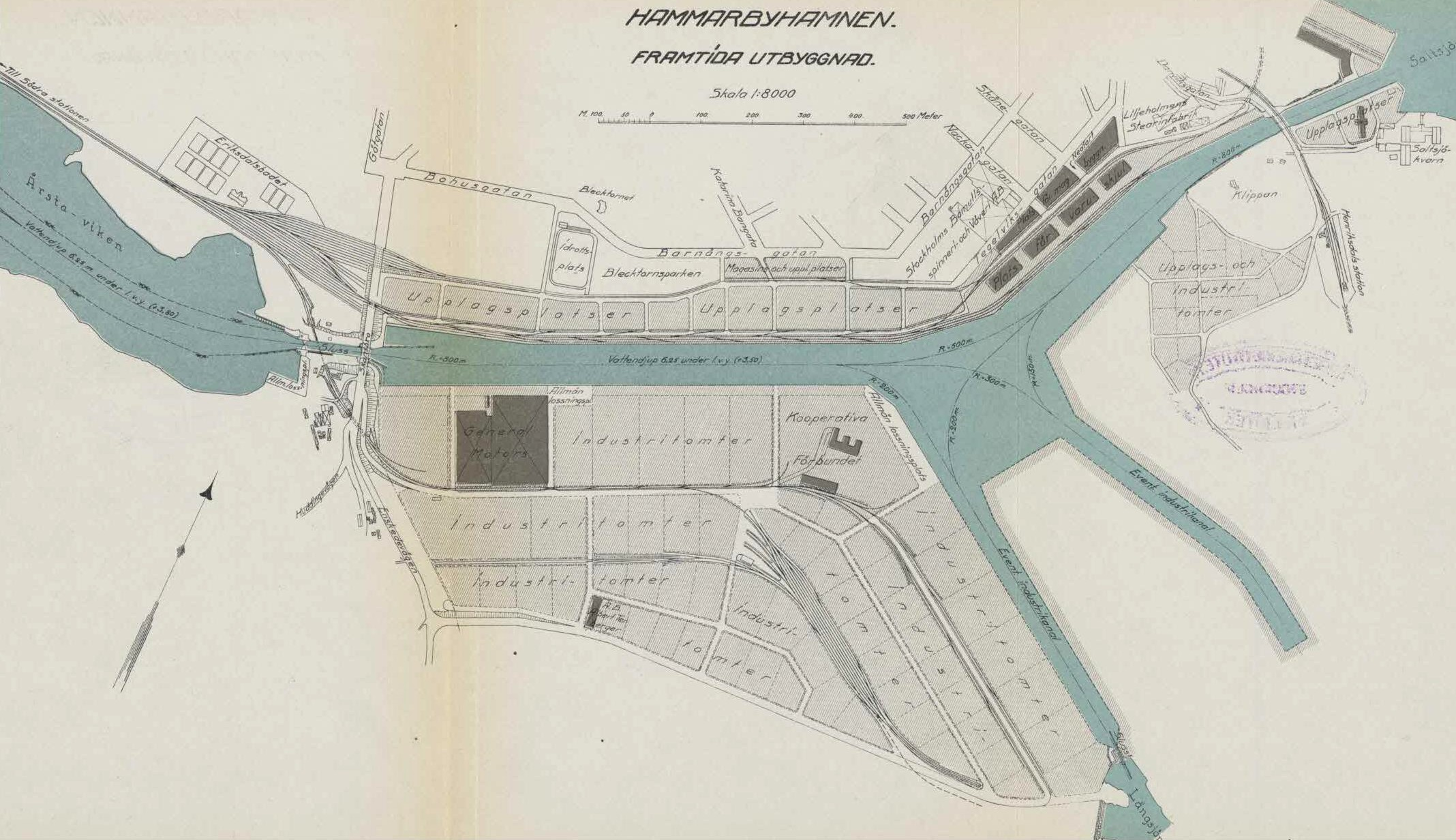
Hammarbyhamnens utbyggnadsplan från 1929. Mitt i kartbilden syns KF:s industritomt.

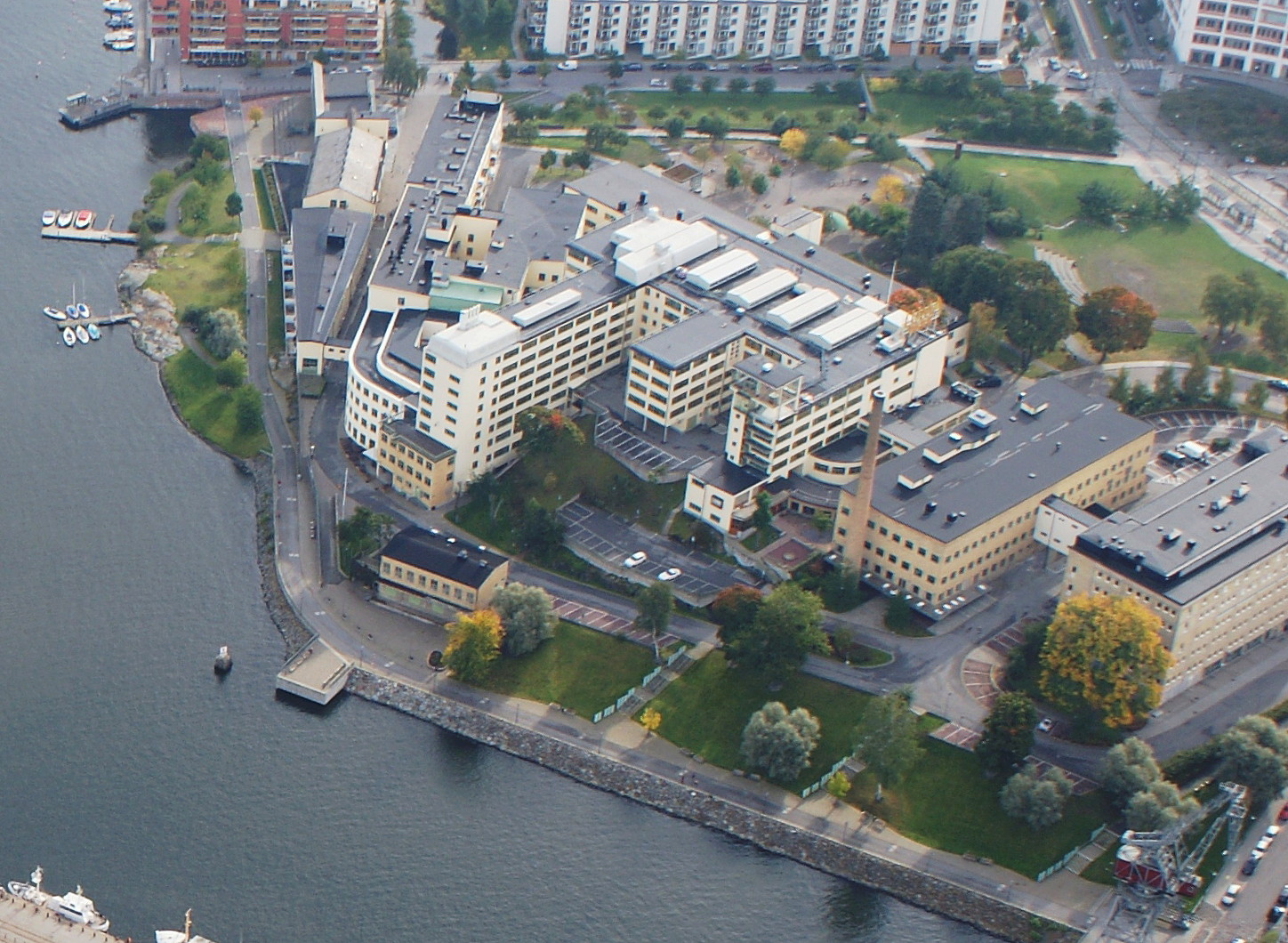
Lumafabriken från luften i september 2012.

Fabriken etablerades på en av Kooperativa Förbundet 1924 förvärvad industritomt vid södra sidan av den då nyanlagda Hammarbyhamnen. Här hade man tillgång till transportmöjligheter på vatten, land och järnvägsspår. 
Uppdraget att rita den nya anläggningen gick till Kooperativa Förbundets eget arkitektkontor KFAI (grundat 1925), som på 1930-talet var ett av Sveriges största arkitektkontor. Kontorets produktion var stark präglat av funktionalistisk arkitektur. Kontorets chef, Eskil Sundahl och en av hans medarbetare var förespråkare för den nya stilen och båda var även arkitekterna för Lumafabrikens byggnader. 
Den första fabriksbyggnaden uppfördes mellan åren 1929 till 1930  av Fackföreningarnas byggnadsproduktion. Den bärande stommen utfördes av stål och ytterväggarna uppmurades av pimsbetong, en lätt, porös plattvägg tillverkat av bland annat pimsten. Huvudbyggnaden bestod av en trevåningslänga med två tillverkningssalar av dubbel våningshöjd. Från huvudbyggnaden sträckte sig tre vinkelställda parallella flygelbyggnader mot vattnet och hamnområdet. Den västra flygeln inrättades för lagring av råvaror, den centralt belägna för verkstäder, ställverk och maskinrum och den östra innehöll administration, matsalar och personalrum.
I Lumafabriken framgick tydligt hur fabrikens funktion kunde tydliggöras i exteriör och interiör gestaltning. Exteriört dominerar de vita kubiska volymer med långa fönsterband och lampprovningsrummet högst upp. Detta helt glasade testrummet för lampor lyste nattetid verkningsfullt över stora delar av Södermalm och blev liksom en symbol för fabriken och en god reklam.
Interiört fick ett annat funktionalistiskt krav betydelse. Det gällde utformningen av väggarna som måste hållas mörka med hänsyn till de genomskinliga lampglasen, som inte kunde ses så bra mot en ljus bakgrund. Därför placerades fönsterbanden högt under innetaken och större delarna av väggarna blev på så vis skuggade.
Sedan det första byggnadskomplexet stod färdigt 1930 har fabriken utökats med ett 15-tal byggnader. En första utvidgning av fabriken skedde redan 1931-1932. I takt med ökande produktion och automatisering följde nybyggnader kontinuerligt. 1935 uppfördes ett bostadshus för tjänstemän i fabriken med en kubisk takvåning för direktören. År 1944 tillkom en gastillverkningsstation, även den ritat av KFAI och som under en kort tid innehöll Luma bibliotek. Sista nybyggnad avsåg lysrörsfabriken som uppfördes 1958 efter ritningar av arkitekt Simon Brofelth. 

### Historiska bilder

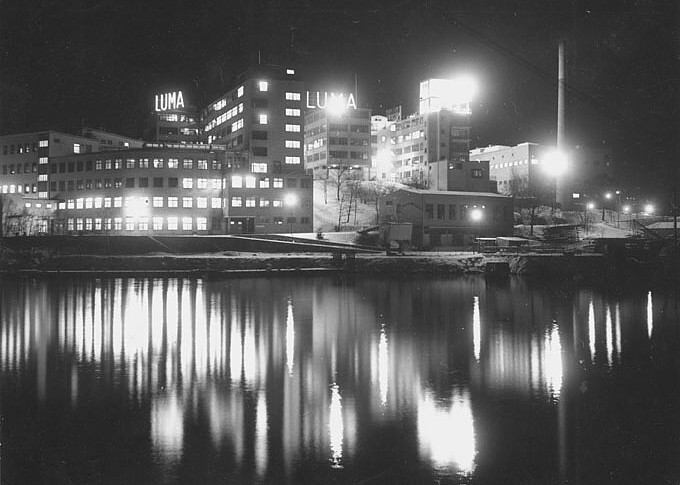
Lumafabriken på 1930-talet
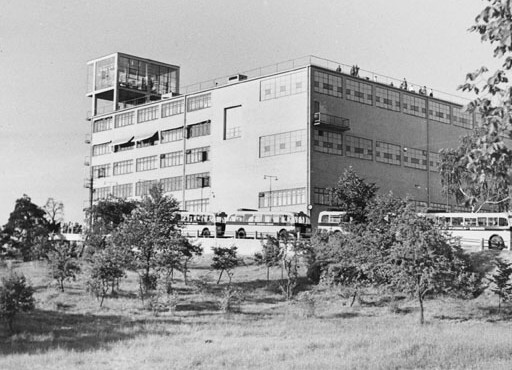
Huvudbyggnaden 1943
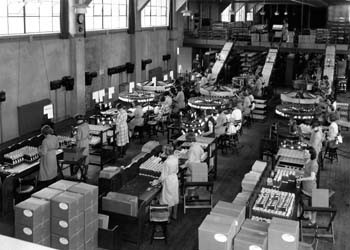
Lampsalen på 1930-talet
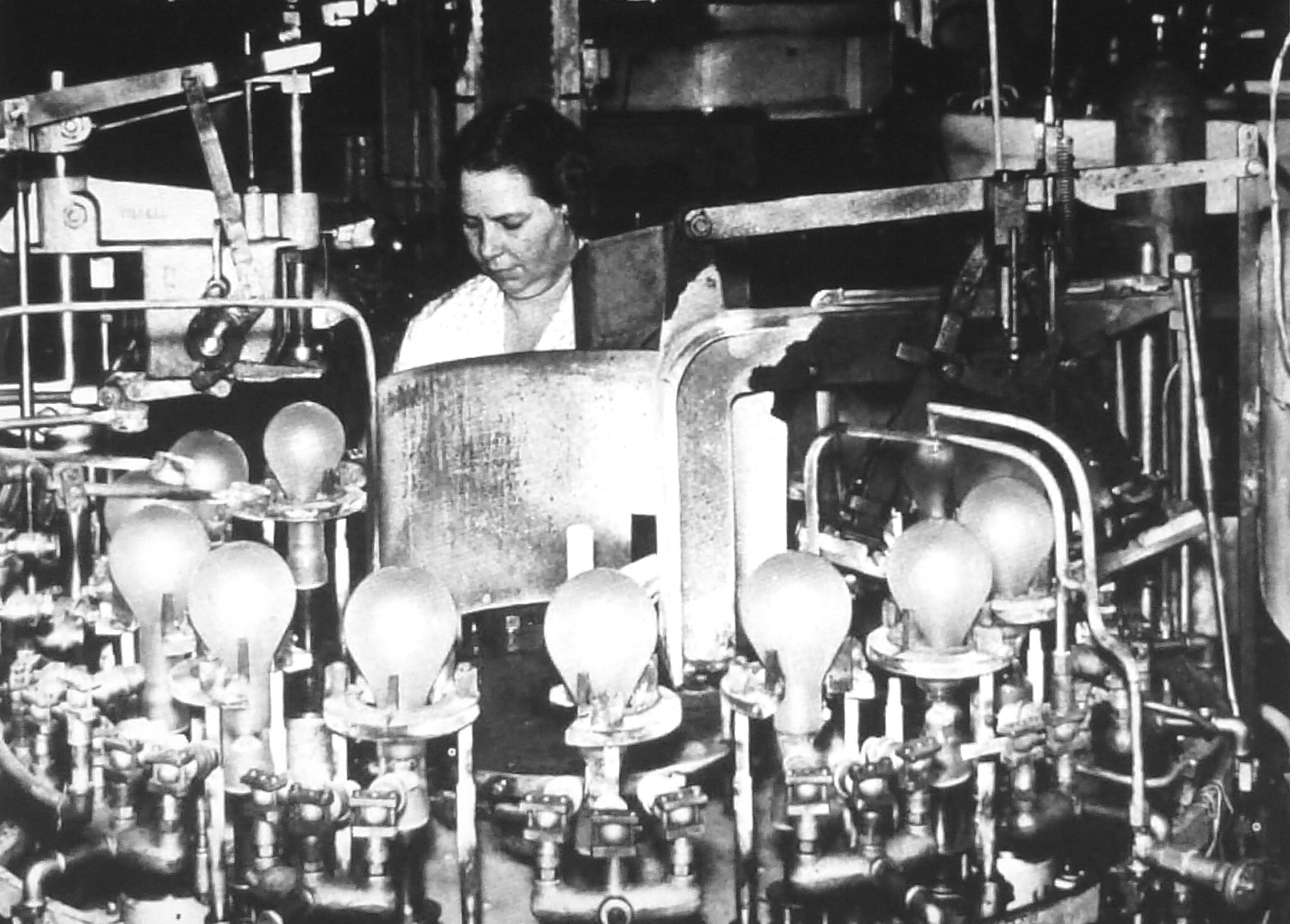
Lampmontering på 1940-talet

## Produktion
År 1930 startade Kooperativa Förbundet (KF) tillverkning av glödlampor med varumärket ”Lumalampan” i den nya anläggningen och en av fabrikens första fakturor gällde en order från Tändsticksbolaget. Produktionsplanen var upplagd för 2 miljoner lampor per år, vilket utgjorde ungefär en fjärdedel av årsförbrukningen i Sverige. Redan under det första året såldes 3 miljoner lampor, varav 1,7 miljoner gick till de kooperativa föreningarna. 1930-31 exporterades lampor till de övriga skandinaviska länder. Produktionen utökades efter behov med nya lampsorter, radio- och grammofonapparater, lysrör.  1959 monterades även TV-apparater under varumärket ” Lumorama”, ”Lumona” och ”Lumavision” i fabriken vid Hammarby.
1931 startade KF i samma anläggning, med dotterbolaget Hugin Kassaregister AB, även tillverkning av kassaregister under varumärket "Hugin" som konstruerats av civilingenjören Birger Högfors och blev KF:s första exportprodukt. 

## Efter nedläggningen
Lumafabrikens ursprungliga verksamhet med bland annat tillverkning av Lumalampan flyttades till Karlskrona i början av 1970-talet. 1977 övertog Citadellet Industri &  Bygginvest AB fastigheten och etablerade industrihotell. Då fanns främst mekaniska industrier, tryckerier och grafiska företag samt lager i anläggningen. Den totala markarealen omfattade 43 726 m² och den totala våningsytan låg på 51 692 m².
I en byggnadsinventering utförd av Stockholms stadsmuseum 1979 betecknas fabriksanläggningen som ”industrihistoriskt och arkitektoniskt särskild intressant”. Sedan början av 2000-talet är hela komplexet renoverat och ombyggt till kontor under namnet Luma Park. Byggnaderna är k-märkta.

### Nutida bilder

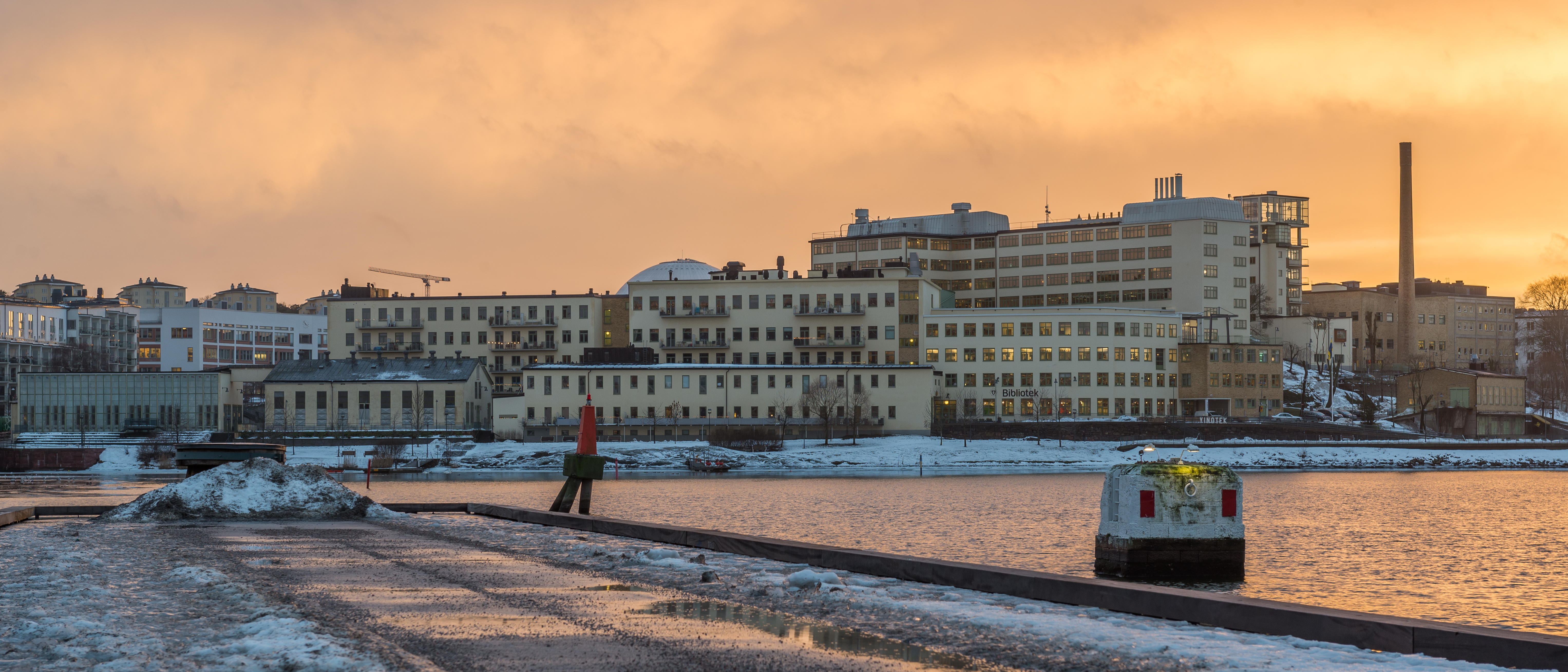
Lumafabriken sedd från Henriksdalshamnen 2013.
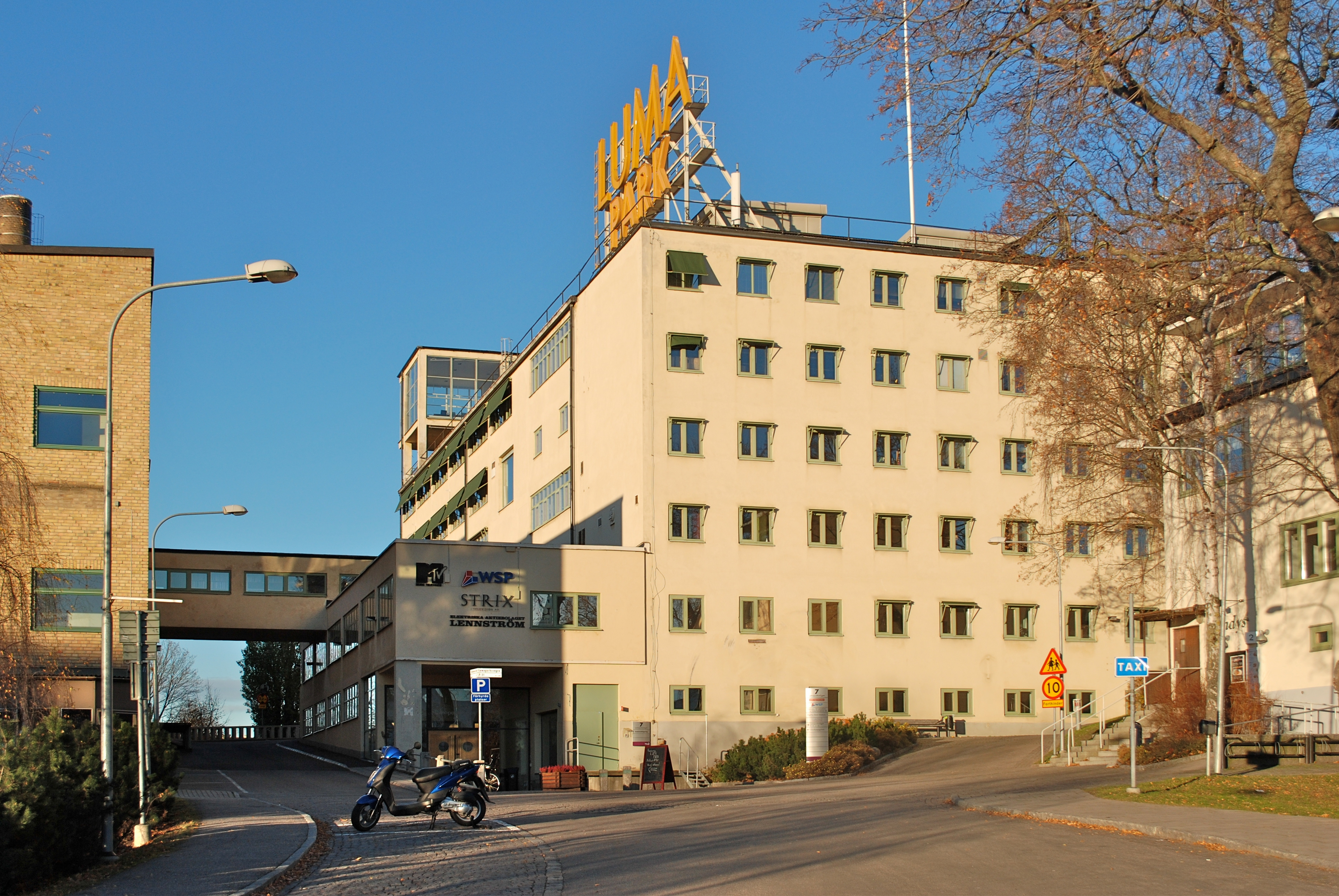
Fabriksbyggnaden, fasader mot syd, 2010
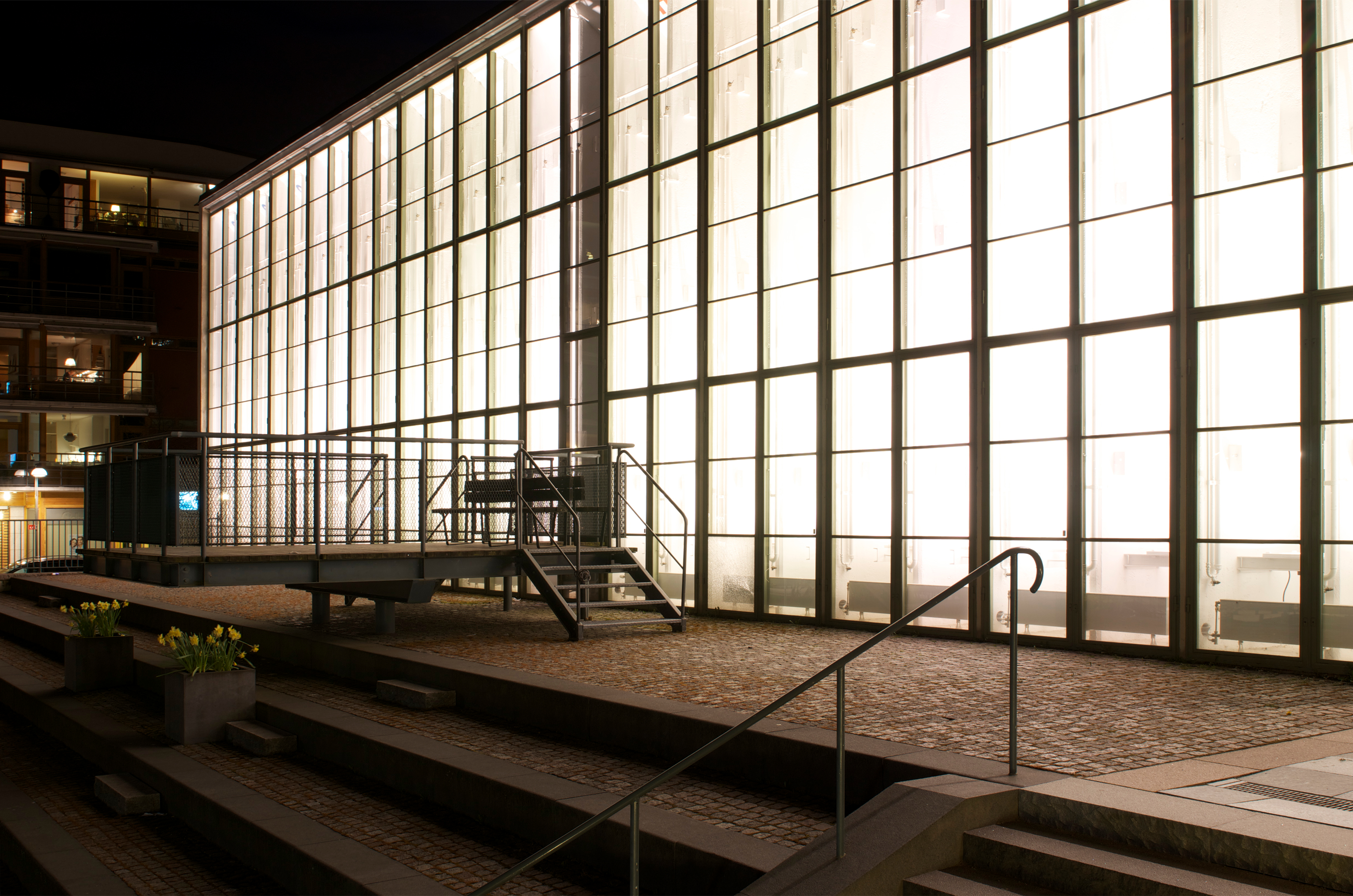
Gamla gastillverkningsstation, som under en tid innehöll Luma bibliotek
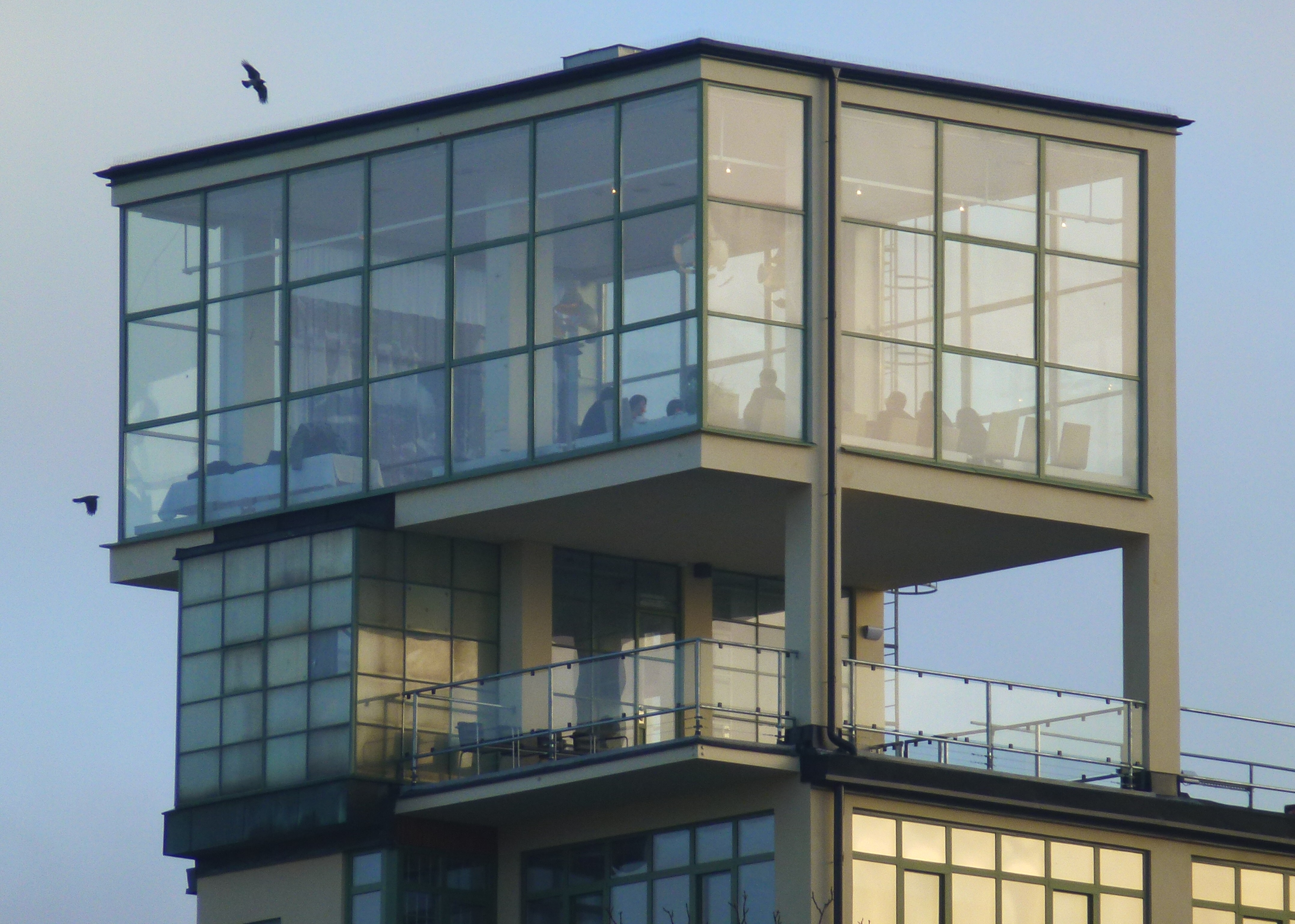
Lampprovningsrummet är numera ett konferensrum
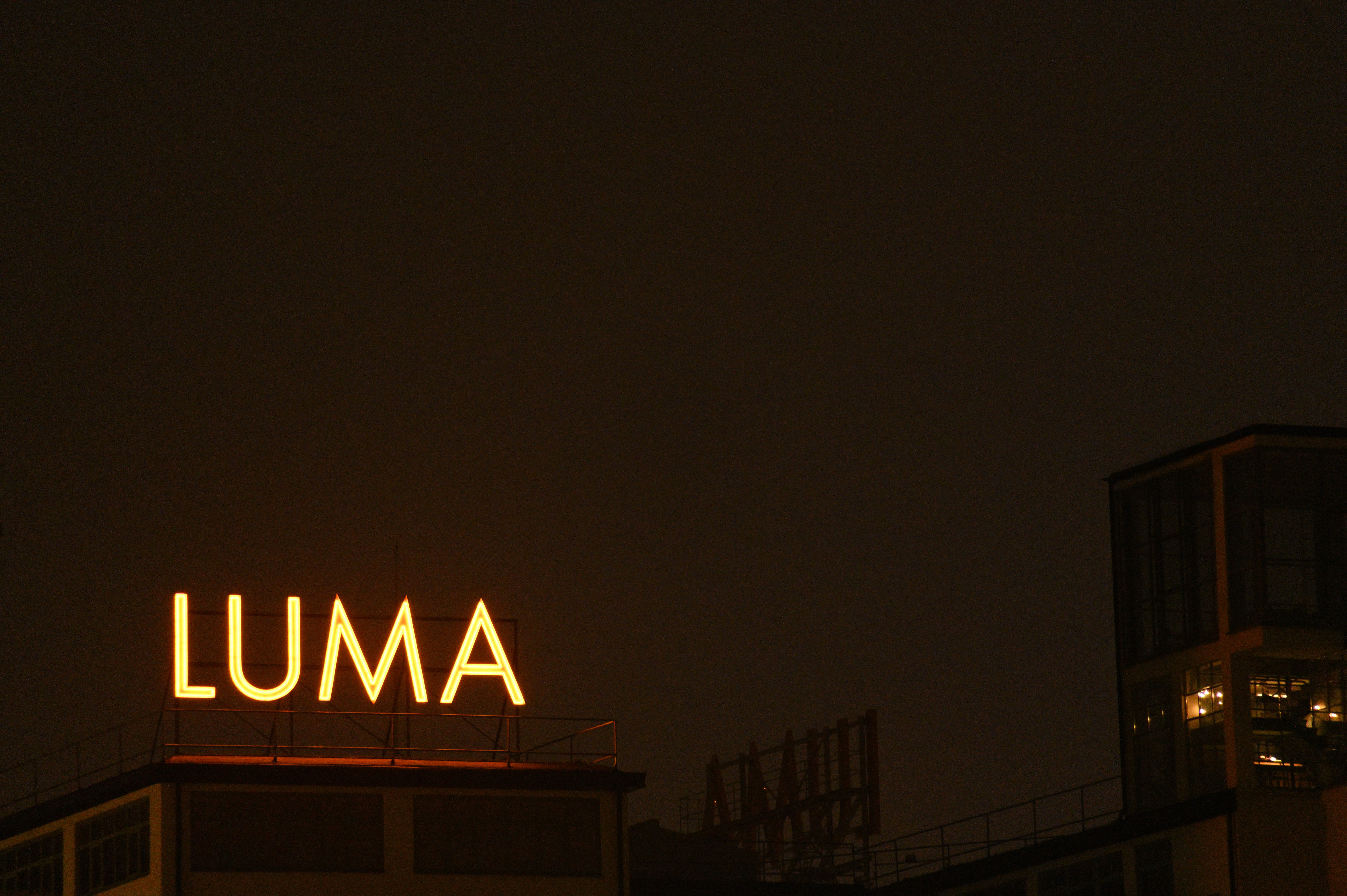
Lumaskylten, 9 november 2019